# Mildred L. Batchelder Award
Il Premio Mildred L. Batchelder  (Mildred L. Batchelder Award) è un riconoscimento assegnato annualmente miglior libro per bambini tradotto in inglese e pubblicato negli Stati Uniti.
Istituito nel 1966 in onore di Mildred Leona Batchelder, influente bibliotecaria statunitense del 1900 impegnata nella diffusione della letteratura per ragazzi, è amministrato dall'Association for Library Service to Children, una divisione dell'American Library Association.

## Albo d'oro
- 1968: Erich Kästner; The Little Man tradotto da James Kirkup
- 1969: Babbis Friis-Baastaad: Don't Take Teddy tradotto da Lise Sømme McKinnon
- 1970: Alki Zeï: Wildcat Under Glass tradotto da Edward Fenton
- 1971: Hans Baumann: In the Land of Ur: The Discovery of Ancient Mesopotamia tradotto da Stella Humphries
- 1972: Hans Peter Richter: Friedrich tradotto da Edite Kroll
- 1973: S. R. van Iterson, Pulga tradotto da Alexander e Alison Gode
- 1974: Alki Zeï: Petros' War tradotto da Lise Sømme McKinnon tradotto da Edward Fenton
- 1975: Aleksander Linevski: An Old Tale Carved out of Stone tradotto da Maria Polushkin
- 1976: Ruth Hürlimann: The Cat and Mouse Who Shared a House tradotto da Anthea Bell
- 1977: Cecil Bødker: The Leopard tradotto da Gunnar Poulsen
- 1978: Non assegnato
- 1979: Christine Nöstlinger: Konrad tradotto da Anthea Bell ex aequo Jörg Steiner: Rabbit Island tradotto da Ann Conrad Lammers
- 1980: Alki Zeï: The Sound of the Dragon's Feet tradotto da Edward Fenton
- 1981: Els Pelgrom: The Winter When Time Was Frozen tradotto da Maryka e Raphael Rudnik
- 1982: Harry Kullman: Battle Horse tradotto da George Blecher e Lone Thygesen Blecher
- 1983: Toshi Maruki: Hiroshima No Pika tradotto da agenzia letteraria Kurita-Bando
- 1984: Astrid Lindgren: Ronia, the Robber's Daughter tradotto da Patricia Crampton
- 1985: Uri Orlev: The Island on Bird Street tradotto da Hillel Halkin
- 1986: Christophe Gallaz e Roberto Innocenti: Rose Blanche tradotto da Martha Coventry e Richard Craglia
- 1987: Rudolph Frank: No Hero for the Kaiser tradotto da Patricia Crampton
- 1988: Ulf Nilsson: If You Didn't Have Me tradotto da George Blecher e Lone Thygesen Blecher
- 1989: Peter Härtling: Crutches tradotto da Elizabeth D. Crawford
- 1990: Bjarne Reuter: Buster's World tradotto da Anthea Bell
- 1991: Rafik Schami: A Hand Full of Stars tradotto da Rika Lesser
- 1992: Uri Orlev: The Man from the Other Side tradotto da Hillel Halkin
- 1993: Non assegnato
- 1994: Pilar Molina Llorente: The Apprentice tradotto da Robin Longshaw
- 1995: Bjarne Reuter: The Boys from St.Petri tradotto da Anthea Bell
- 1996: Uri Orlev: The Lady with the Hat tradotto da Hillel Halkin
- 1997: Kazumi Yumoto: The Friends tradotto da Cathy Hirano
- 1998: Josef Holub: The Robber and Me tradotto da Elizabeth D. Crawford
- 1999: Schoschana Rabinovici: Thanks to My Mother tradotto da James Skofield
- 2000: Anton Quintana: The Baboon King tradotto da John Nieuwenhuizen
- 2001: Daniella Carmi: Samir and Yonatan tradotto da Yael Lotan
- 2002: Karin Gündisch: How I Became an American tradotto da James Skofield
- 2003: Cornelia Funke: The Thief Lord tradotto da Oliver Latsch
- 2004: Uri Orlev: Run, Boy, Run tradotto da Hillel Halkin
- 2005: Joëlle Stolz: The Shadows of Ghadames tradotto da Catherine Temerson
- 2006: Josef Holub: An Innocent Soldier tradotto da Michael Hofmann
- 2007: Jean-Claude Mourlevat: The Pull of the Ocean tradotto da Y. Maudet
- 2008: Miyuki Miyabe: Brave Story tradotto da Alexander O. Smith
- 2009: Nahoko Uehashi: Moribito: Guardian of the Spirit tradotto da Cathy Hirano
- 2010: Annika Thor: A Faraway Island tradotto da Linda Schenck
- 2011: Anne-Laure Bondoux: A Time of Miracles tradotto da Y. Maudet
- 2012: Bibi Dumon Tak: Soldier Bear tradotto da Laura Watkinson
- 2013: Anne C. Voorhoeve: My Family for the War tradotto da Tammi Reichel
- 2014: Truus Matti: Mister Orange tradotto da Laura Watkinson
- 2015: Bibi Dumon Tak: Mikis and the Donkey tradotto da Laura Watkinson
- 2016: Beatrice Alemagna: The Wonderful Fluffy Little Squishy tradotto da Claudia Zoe Bedrick
- 2017: Glenn Ringtved: Cry, Heart, But Never Break tradotto da Robert Moulthrop
- 2018: Jakob Wegelius: The Murderer’s Ape tradotto da Peter Graves
- 2019: Evelina Daciūtė: The Fox on the Swing tradotto da Translation Bureau
- 2020: Håkon Øvreås: Brown tradotto da Kari Dickson
- 2021: Gianni Rodari[4]: Telephone Tales tradotto da Antony Shugaar
- 2022: Sachiko Kashiwaba: Temple Alley Summer tradotto da Avery Fischer Udagawa
- 2023: Lia Levi[5]: Just a Girl: A True Story of World War II tradotto da Sylvia Notini
- 2024: Seiji Yoshida[6]: Houses with a Story: A Dragon’s Den, a Ghostly Mansion, a Library of Lost Books, and 30 More Amazing Places to Explore tradotto da Jan Mitsuko Cash
- 2025: Triinu Laan[7]: John the Skeleton tradotto da Adam Cullen